# Liolaemus lorenzmuelleri
Liolaemus lorenzmuelleri este o specie de șopârle din genul Liolaemus, familia Tropiduridae, descrisă de Hellmich 1950. Conform Catalogue of Life specia Liolaemus lorenzmuelleri nu are subspecii cunoscute.